# Plumitif
En droit, le plumitif est le registre sur lequel sont consignés les sommaires des affaires appelées lors d'une audience judiciaire. Il peut indiquer les affaires qui sont renvoyées, qui font l'objet d'un désistement, d'une radiation, d'un retrait du rôle. Le plumitif peut aussi indiquer le résultat des décisions de la juridiction (jugement faisant droit à la prétention du demandeur, ou déboutant celui-ci, ou ordonnant une mesure d'expertise) ; sur le plan pénal il peut indiquer les décisions de condamnation, de relaxe ou d'expertise.
À titre d'exemple, la Société québécoise d'information juridique offre un service de plumitifs.